# Малда (село)
Малда (осет. Малда; груз. მალდა) — село в Закавказье. Расположено в Знаурском районе Южной Осетии, фактически контролирующей село; согласно юрисдикции Грузии — в Карельском муниципалитете.

## География
Расположено к северо-востоку от райцентра Знаур и к югу от сёл Бекмар и Сихиат.

## Население
Село населено этническими осетинами. По переписи 1989 года из 85 жителей села осетины составили 100 %.

## Топографические карты
- Лист карты K-38-64 Цхинвали. Масштаб: 1 : 100 000. Состояние местности на 1987 год. Издание 1989 г.